# Масштабный коэффициент (космология)
Космологический масштабный коэффициент — параметр уравнения Фридмана, что является показателем изменения расстояния между галактиками в результате расширения (или сжатия) Вселенной. Космологический масштабный коэффициент обозначается обычно буквой {\displaystyle a}, зависит от времени, а его логарифмическая производная по времени равна постоянной Хаббла:
{\displaystyle H={\frac {{\dot {a}}(t)}{a(t)}}}.
Обычно космологический масштабный коэффициент выбирают безразмерным, его настоящее значение {\displaystyle a(t_{0})=1}, где {\displaystyle t_{0}} — возраст Вселенной, начиная от Большого взрыва. Его можно также выбрать соразмерным с размерностью длины.
Масштабный коэффициент входит в метрику Фридмана-Леметра-Робертсона-Вокера
{\displaystyle ds^{2}=c^{2}dt^{2}-{\frac {dr^{2}}{1-kr^{2}/a^{2}}}-r^{2}(d\theta ^{2}+\sin ^{2}\theta d\varphi ^{2})}.
Эту метрику можно получить из следующих соображений (для k = 1): пусть однородно заполненное веществом пространство является сферой в четырёхмерном гиперпространстве с координатами {\displaystyle x_{1},x_{2},x_{3},x_{4},}. Уравнение гиперсферы:
{\displaystyle x_{1}^{2}+x_{2}^{2}+x_{3}^{2}+x_{4}^{2}=a^{2}}.
Исключая с помощью этого уравнения {\displaystyle x_{4}}, выражение для элемента длины в сферической системе координат будет иметь вид:
{\displaystyle dl^{2}={\frac {dr^{2}}{1-r^{2}/a^{2}}}+r^{2}(d\theta ^{2}+\sin ^{2}\theta d\varphi ^{2})},
что и даёт приведённую выше метрику. Согласно этим уравнениям коэффициент {\displaystyle a} можно интерпретировать как кривизну трёхмерного пространства.